# Władysław Hoc
Władysław Hoc (ur. 3 maja 1965 w Łubnie, niedaleko Skierniewic, w Polsce  – zm. 2006 roku) – polski malarz, poeta i pisarz.
Władysław Hoc w 1982 uciekł do Niemiec, gdzie od 1984 do 1989 studiował w Stuttgarcie.  
Jego obrazy z okresu 1994-1999 przedstawiają głównie sceny z jego dramatycznych przeżyć związanych z ucieczką z kraju.